# Ґао Ціфен
Ґао Ціфен (高奇峰, 13 червня 1889 —2 листопада 1933) — китайський художник часів Китайської республіки.

## Життєпис
Народився у 1889 році у м. Панью (провінція Гуандун). Рано втратив батьків. Згодом захопився живописом. Навчався у свого брата Ґао Цзяньфу. У 1904 році прийняв християнство. У 1907 році переїздить до Японії, де продовжив навчанню мистецтву. У 1908 році разом із братом повертається до Китаю. У 1911 році знову подорожує до Японії, щоб продовжити вивчення живопису. По поверненню до Китаю викладає до 1925 році в Інституті мистецтв у Ліннані. У 1931 та 1932 відбуваються його виставки у Бельгії та Німеччині. У 1933 році готував нову виставку у Шанхаї, але під час цього помер від хвороби 2 листопада того ж року.

## Творчість
Вважається одним із засновників Ліннаньської школи живопису. Спеціалузувався у створенні пейзажів. Крім пейзажів, Ґао Ціфен прославився своїми зображеннями тигрів. Найвідоміші його картини «Тигри», «Скопа», «Високі гори».